# Trans Erotica Awards
Los Trans Erotica Awards, hasta 2021 conocido como los Transgender Erotica Awards, también nombrado como The Tranny Awards o The TEA Show, son unos premios de la industria pornográfica estadounidense inaugurados en 2009 y entregados anualmente por Grooby Productions que reconocen actuaciones e interpretaciones en el campo de la pornografía transgénero.
Se crearon para reconocer los logros en la industria transgénero para adultos, aludiendo a la escasa representación de artistas y productores transgénero que había por entonces en las principales ceremonias de premios para adultos, como los Premios AVN o los XBIZ.
Las nominaciones a los premios proceden de la industria y los aficionados del sector transexual para adultos. Los ganadores son elegidos por un jurado compuesto por aficionados, productores, intérpretes y críticos profesionales, siendo elegidos cada año por un jurado distinto.

## Historia
En 2008, Grooby Productions patrocinó los entonces Tranny Awards para corregir "la falta de reconocimiento que recibe la industria erótica transgénero". Cierta confusión cómica surgió cuando la California Transportation Foundation, una organización sin ánimo de lucro asociada a Caltrans, también decidió llamar TRANNY Awards a su 20.ª ceremonia anual de entrega de premios para celebrar los "logros en el transporte". El jurado de la primera edición de los Tranny Awards estuvo compuesto por Meghan Chavalier, icono del cine para adultos transexual, Bob Maverick, propietario de Bob's Tgirls, y Steven Grooby, director ejecutivo de Grooby Productions.
Desde 2010, los Transgender Erotica Awards pasaron a ser un evento en vivo, celebrándose su segunda edición en North Hollywood. Entre los miembros del jurado se encontraban la productora/modelo transgénero ganadora del premio AVN Wendy Williams, la productora de Black Tgirls Kila Kali y la influyente bloguera transgénero Caramel.
En 2011, los premios volvieron a celebrarse en North Hollywood, esta vez presentados por la modelo transgénero para adultos Michelle Austin. Entre los ganadores más destacados se encontraban Bailey Jay, Angelina Valentine y Joanna Jet. Los patrocinadores de la tercera edición de los Tranny Awards fueron Shemale Strokers, SMC y Tranny News Daily.
Los Tranny Awards 2012 fueron presentados por Nicole Paige Brooks, concursante de RuPaul's Drag Race, en el Joseph's Cafe de Hollywood el 19 de febrero de 2012. Ese año Grooby Productions incorporó a su directora creativa y editorial, Kristel Penn, como productora ejecutiva del evento. La cuarta edición anual de los Tranny Awards registró un fuerte aumento en el número de patrocinadores, pasando de los 8 patrocinadores de la anterior edición a más del doble, hasta un total de 19. Entre los patrocinadores más destacados se encuentran Cam4, Eros, AEBN, Kink.com y Third World Media. El jurado estuvo compuesto por el actor transexual Jesse Flores, ganador de un premio XBIZ, el webmaster de StrokingQueens, Housekeeper, y el principal crítico de XCritic, Apache Warrior.
Los premios de 2013 se celebraron en el Beyond the Stars Palace en Glendale y fueron presentados por la celebridad drag de televisión Jujubee, atendiendo a más de 200 asistentes. La 5ª edición anual de los Tranny Awards añadió algunas categorías de premios importantes, incluyendo Mejor Intérprete FTM (otorgado a Buck Angel), Mejor Director de Escena y Mejor Personalidad de Internet. Los nuevos patrocinadores notables incluyeron iFriends, Bob's TGirls, Transformation Magazine y The UP Network. El jurado estuvo compuesto por el actor FTM James Darling, el propietario de UP Network Ecstatic, el icono transgénero Joanna Jet y la escritora de AVN Darklady.
Los premios 2014 fueron organizados una vez más por Jujubee en el Beyond the Stars Palace el 16 de febrero de 2014, con la fiesta posterior organizada la noche siguiente en The Dragonfly en Hollywood. Nuevos patrocinadores notables incluyeron XXX, Trans500, The Stockroom, Shemale.com y Fame Dollars. Entre los jueces se encontraban Christian, ganador del premio AVN, Frank de Franks-Tgirlworld y Hanna Rodgers, propietaria de Centurian.
Con el anuncio de la 7.ª edición de los premios anuales, Grooby cambió el nombre de la organización de los Tranny Awards a los Transgender Erotica Awards. A pesar del uso común continuado de términos como "shemale" y "tranny" en la pornografía moderna, la respuesta al esfuerzo de cambio de marca del evento ha sido "en gran medida positiva". Los premios 2015 fueron organizados por Jujubee en The Avalon el 15 de febrero de 2015, con la fiesta posterior organizada la noche siguiente en el Bardot, en Hollywood. Entre los nuevos patrocinadores destacados se encontraban Dr. Sinclair, GameLink y LELO. Entre los jueces se encontraban la ganadora del Premio AVN Ashley Blue, el icono FTM Buck Angel y el crítico de XCritic Dr. Jay.
Los premios de 2016 continuaron con la misma fórmula y fueron organizados una vez más por Jujubee en The Avalon, trasladándose el evento al primer fin de semana de marzo.Entre los nuevos jueces se encontraban el cómico Jim Norton y el intérprete FTM Eddie Wood. Los cambios de este año incluyeron la división del premio a la mejor intérprete no TS en las categorías masculina y femenina, con Mona Wales, intérprete de Kink.com y Grooby Productions, como ganadora inaugural del premio a la mejor intérprete no transexual femenina. El nuevo premio al mejor profesional de la industria fue para Mark Kernes, escritor durante muchos años de la revista AVN. Ts Madison recibió en persona el Lifetime Achievement, al igual que The Commander, antiguo fotógrafo de Grooby. La intérprete Kimberly Devine recibió un premio póstumo Lifetime Achievement presentado por Wendy Williams.
Los premios de 2017 fueron presentados por Ts Madison como maestra de ceremonias. Este año fue el primer evento de tres días fin de semana de marzo en el Avalon en Hollywood. Entre los nuevos jueces se encontraban los productores de contenidos Tarantino XXX y Vito Soho, además de la estrella transgénero para adultos Wendy Summers. Los galardonados con el Lifetime Achievement Award fueron Wendy Williams y Natassia Dreams.
La edición de 2020, prevista inicialmente del 13 al 15 de marzo en Hollywood, iba a ser presentada por Natassia Dreams y Domino Presley, pero a consecuencia de la pandemia de coronavirus, la ceremonia tuvo que postergarse hasta el mes de mayo y, de forma excepcional, se celebró en modo virtual. También al año siguiente se celebró únicamente vía streaming el 7 de marzo con Domino Presley confirmada como "maestra de ceremonias".
En 2022 el certamen volvió a cambiar su nombre por el de Trans Erotica Awards (TEA) de nuevo con el objetivo de una mayor inclusión.

## Categorías

### Producción
- Mejor creador/a de contenido
- Mejor DVD
- Mejor productor
- Premio profesional de la industria
- Premio de los productores

### Interpretación
- Artista BBW del año
- Artista Cam del año
- Artista revelación
- Artista transexual masculino
- Artista transexual femenina
- Chica Grooby del año
- Mejor modelo hardcore
- Mejor modelo internacional
- Mejor modelo solo
- Modelo PornHub del año
- Intérprete FTM
- Intérprete no transexual (hombre)
- Intérprete no transexual (mujer)
- Modelo Gender X del año
- Ms. Unique
- Premio de los aficionados

### Escenas
- Mejor escena chico/chica
- Mejor escena chica/chica
- Mejor escena de trío/orgía